# Берре, Марсель
Марсель Луи Берре (фр. Marcel Louis Berré, 12 ноября 1882 — 27 октября 1957) — бельгийский фехтовальщик, призёр Олимпийских игр.
Родился в 1882 году в Антверпене. В 1912 году принял участие в Олимпийских играх в Стокгольме, но не смог завоевать медалей ни на шпагах, ни на рапирах, ни на саблях. В 1920 году принял участие в Олимпийских играх в Антверпене, где с командой занял 6-е место в фехтовании на рапирах. В 1924 году на Олимпийских играх в Париже завоевал серебряную медаль в командном первенстве на рапирах.